# 守山市市民文化会館
守山市市民文化会館（もりやまししみんぶんかかいかん、英語: Moriyama Citizen Hall）は、滋賀県守山市三宅町にあるコンサートホール・劇場である。通称は守山市民ホール。公益財団法人守山市文化体育振興事業団が指定管理者として運営している（2023年〈令和5年〉時点）。

## 沿革
- 1985年（昭和60年）7月 - 着工。
- 1986年（昭和61年）11月23日 - 開館[5]。
- 2006年（平成18年） - 指定管理者制度を導入。公益財団法人守山市文化体育振興事業団が当会館を運営する[1][6]。

## 概要
- 敷地面積 / 12,827 m2[5]
- 建築面積 / 6,000.67 m2
- 延床面積 / 8,970.25 m2[5]
- 規模・構造 / 地上3階、塔屋、一部地下1階、鉄筋コンクリート造り（一部鉄骨・鉄筋コンクリート造り）、鉄骨造り（ホール屋根トラス）

## 主な施設・座席数
大ホール
席数：1,300席 / オーケストラピット使用時：1,160席、車イススペース/6席
舞台寸法：間口18 - 14 ｍ、高さ10 - 7 ｍ、奥行19.2 ｍ
舞台機構：オーケストラピット - 1式、緞帳 - 1張、絞り緞帳 - 1張、幕類バトン - 12本、スクリーン - 1張、バトン - 13本、照明バトン - 8本、音響反射板 - 7面
小ホール
席数：300席 / うち電動式可動椅子200席
舞台寸法：間口11 ｍ、高さ5.3 ｍ、奥行7.5 ｍ
舞台機構：緞帳 - 1張、絞り緞帳 - 1張、幕類バトン - 6本、スクリーン - 1張、バトン - 6本、照明バトン - 3本、音響反射板 - 3面
その他施設
展示室
リハーサル室・練習室
学習室・調理実習室

## 所在地
〒524-0051 滋賀県守山市三宅町125番地

## アクセス
鉄道
- JR琵琶湖線（東海道本線）守山駅
  - 同駅より近江鉄道バス「市民ホール前」停留所下車[2]。
  - 同駅より徒歩約30分[2]。

自動車
- 名神高速道路栗東IC下車、国道8号宅屋交差点から約4.8 km[3]。  - （駐車場：当ホールおよび守山市民運動公園〈守山市民体育館・守山市民球場などを併設〉に第1 - 第5の各駐車場を設けている[7]）